# Antonio Conte (schermidore)
Antonio Conte (Traetto, 11 dicembre 1867 – Minturno, 4 febbraio 1953) è stato uno schermidore e maestro di scherma italiano, specializzato nella sciabola.

## Biografia
Vinse la medaglia d'oro alle Olimpiadi di Parigi del 1900 nella gara di sciabola per maestri d'armi.
Nella finale olimpica Antonio Conte batté il connazionale Italo Santelli. Da questa vittoria discese una querelle che si protrasse per decenni.
In quelle Olimpiadi si svolsero gare di scherma distinte in due categorie, i dilettanti e i maestri d'armi, ossia istruttori professionisti. Per alcuni puristi le medaglie di Conte e Santelli non andrebbero quindi considerate nel computo delle medaglie olimpiche. Ma queste due medaglie olimpiche vengono comunque ufficialmente riconosciute sia dal CIO che dal CONI.
Quella di Antonio Conte fu la seconda medaglia d'oro olimpica dello sport italiano, dopo quella di Gian Giorgio Trissino nell'equitazione. Fu la prima medaglia d'oro per la scherma, la disciplina sportiva che più ori olimpici e medaglie ha dato all'Italia.

## Palmarès

### Risultati élite
In carriera ha ottenuto i seguenti risultati:
Giochi olimpici
Individuale
- Oro nella sciabola per maestri a Parigi 1900

A squadre